# Markus Zberg
Markus Zberg (Altdorf, Suiza, 27 de junio de 1974) es un ciclista suizo. Profesional desde 1996 hasta 2009, contó con once victorias en su poder. Se trató de un ciclista con un buen pico de velocidad, además de ser ante todo un excelente corredor de clásicas. Recibió varios honores debido a las buenas posiciones en las grandes clásicas, pero nunca ganó debido a que desempeñaba un papel de equipo para Michael Boogerd en el Rabobank y luego a Davide Rebellin en el Gerolsteiner.
Sus hermanos Beat y Luzia fueron también ciclistas profesionales.

## Palmarés
1995
- 1 etapa del Tour de Normandía

1996
- 1 etapa del Gran Premio Guillermo Tell

1997
- 1 etapa del Tour de Polonia

1998 
- 1 etapa de la Semana Lombarda
- Tour de Berna
- 1 etapa de la Vuelta a Suiza
- 2 etapas de la Vuelta a España

1999
- 1 etapa de la Vuelta a Austria
- 2.º en el Campeonato Mundial en Ruta
- Milán-Turín

2000 
- Campeonato de Suiza en Ruta

2001
- 1 etapa de la Tirreno-Adriático
- Gran Premio de Fráncfort

2006
- 1 etapa de la París-Niza

2008
- Campeonato de Suiza en Ruta

## Resultados en Grandes Vueltas y Campeonatos del Mundo
| Carrera         | Carrera         | 1996 | 1997 | 1998 | 1999 | 2000 | 2001 | 2002 | 2003 | 2004 | 2005 | 2006 | 2007 | 2008 | 2009 |
| --------------- | --------------- | ---- | ---- | ---- | ---- | ---- | ---- | ---- | ---- | ---- | ---- | ---- | ---- | ---- | ---- |
|                 | Giro de Italia  | —    | —    | —    | —    | —    | —    | —    | —    | —    | —    | —    | —    | —    | —    |
|                 | Tour de Francia | —    | —    | —    | —    | 68.º | —    | —    | 92.º | —    | —    | —    | —    | —    | —    |
|                 | Vuelta a España | —    | —    | 57.º | 30.º | —    | Ab.  | —    | —    | —    | —    | —    | —    | —    | —    |
| Mundial en Ruta | Mundial en Ruta | —    | —    | Ab.  | 2.º  | 49.º | —    | —    | —    | Ab.  | 97.º | —    | —    | Ab.  | —    |

—: No participa

Ab.: Abandono

## Equipos
- Carrera Jeans (1996)
- Mercatone Uno (1997)
- Post Swiss (1998)
- Rabobank (1999-2002)
- Gerolsteiner (2003-2008)
- BMC Racing Team (2009)